# Independencia (San Luis Río Colorado)
Independencia es una congregación del municipio de San Luis Río Colorado ubicada en el noroeste del estado mexicano de Sonora, en la zona del desierto sonorense. Según los datos del Censo de Población y Vivienda realizado en 2010 por el Instituto Nacional de Estadística y Geografía (INEGI), Independencia tiene un total de 772 habitantes. Fue fundado en los años 1930.

## Geografía
Independencia se sitúa en las coordenadas geográficas 32°14′56″ de latitud norte y 114°55′25″ de longitud oeste del meridiano de Greenwich, a una elevación de 15 metros sobre el nivel del mar.